# لين ميلارد
لين ميلارد (بالإنجليزية: Len Millard)‏ (7 مارس 1919 في المملكة المتحدة - 15 مارس 1997 في المملكة المتحدة) هو لاعب كرة قدم بريطاني (وحمل سابقاً جنسية المملكة المتحدة لبريطانيا العظمى وأيرلندا) في مركز الدفاع. لعب مع وست بروميتش ألبيون.

## وصلات خارجية
- لين ميلارد على موقع قاعدة بيانات كرة القدم.إي يو (الإنجليزية)